# Albert Watson
Albert Watson   (Edimburg, 1942) OBE és un fotògraf escocès d'art, moda i celebritats. Des de mitjans dels anys setanta ha fet més de 100 portades de Vogue i 40 de la revista Rolling Stone, i ha creat campanyes publicitàries per a Prada, Chanel i Levis. Watson també ha fet algunes fotografies cèlebres, la de Steve Jobs va aparèixer a la portada de la seva biografia, una fotografia d'Alfred Hitchcock aguantant una oca arrencada i el retrat nu de Kate Moss fet en el seu 19è aniversari.
Les fotografies de Watson s'exposen a galeries i museus d'arreu del món. Photo District News el va declarar un dels 20 fotògrafs més influents de tots els temps, juntament amb Richard Avedon i Irving Penn, entre d'altres. Watson ha guanyat nombrosos premis, incloent-hi un Lucie Award, un Grammy Award, el premi Hasselblad Masters i tres premis ANDY. El 2010 va ser guardonat amb la Medalla del Centenari i la Beca Honorífica de la Royal Photographic Society (HonFRPS) en reconeixement de la seva contribució significativa i sostinguda a l'art de la fotografia. El juny de 2015 la reina Isabel II va concedir a Watson l'Ordre de l'Imperi Britànic (OBE) per “serveis a la fotografia”.

## Biografia
Albert Watson va néixer a Edimburg, Escòcia, fill d'un professor d'educació física. Va créixer a Penicuik, Midlothian, i va assistir a l'escola Rudolf Steiner d'Edimburg ia l'escola secundària Lasswade.
Va estudiar disseny gràfic al Duncan of Jordanstone College of Art and Design de Dundee, i cinema i televisió al Royal College of Art de Londres i també va estudiar fotografia com a part del currículum. Watson és cec d'un ull.

## Carrera
Watson va emigrar el 1970 als Estats Units. Va començar la seva carrera a Los Angeles i el 1976 es va traslladar a la ciutat de Nova York.
El 1970, Watson es va traslladar als Estats Units amb la seva dona, Elizabeth, que va aconseguir una feina com a professora d'escola primària a Los Angeles, on Watson va començar a fer fotografies, com a hobby. Més tard aquell any, Watson va ser presentat a un director d'art de Max Factor, que li va oferir la seva primera sessió de prova, de la qual la companyia va comprar dues imatges. L'estil distintiu de Watson va cridar l'atenció de revistes de moda americanes i europees com Mademoiselle, GQ i Harper's Bazaar, i va començar a viatjar entre Los Angeles i Nova York. L'any 1973 va fotografiar la seva primera celebritat, un retrat d'Alfred Hitchcock sostenint una oca morta amb una cinta al coll, per al número de Nadal de Harper's Bazaar d'aquell any. La imatge s'ha convertit en un dels retrats més famosos de Watson en una llista que ara inclou centenars de fotografies conegudes d'estrelles de cinema, estrelles de rock, rapers, supermodels, fins i tot el president Clinton i la reina Isabel II. El 1975, Watson va guanyar un premi Grammy per la fotografia de la portada de l'àlbum “Come and Gone” de Mason Proffit, i el 1976 va aconseguir el seu primer treball per a Vogue. Amb el seu trasllat a Nova York aquell mateix any, la seva carrera va enlairar.
A més de fotografia per a revistes, Watson va crear les imatges de centenars de campanyes publicitàries d'èxit per a grans corporacions, com ara GAP, Levi's, Revlon i Chanel. Ha dirigit més de 100 anuncis de televisió, ha fotografiat desenes de pòsters per a les principals pel·lícules de Hollywood: Kill Bill, Memoirs of a Geisha i The Da Vinci Code. Durant tot el temps, Watson ha passat gran part del seu temps treballant en projectes personals, fent fotografies dels seus viatges i interessos, des de Marràqueix a Las Vegas fins a les illes Òrcades. Gran part d'aquesta obra, juntament amb els seus coneguts retrats i fotografies de moda, s'ha mostrat a exposicions de museus i galeries d'arreu del món. Els gravats d'edició limitada de Watson s'han tornat molt sol·licitats pels col·leccionistes. El 2007, una impressió de gran format de Watson d'una fotografia de Kate Moss presa el 1993 es va vendre a Christie's de Londres per 108.000 dòlars, cinc vegades la baixa estimació prèvia a la venda. El crític d'art Francis Hodgson, en una revisió de la galeria de Watson per al Financial Times de Londres, va qualificar els seus gravats de "sorprenents".
Watson és considerat  com a mestre gravador i ha impartit conferències sobre aquest tema en nombrosos llocs, com ara PhotoPlus International Expo a Nova York, la National Portrait Gallery de Londres i Le Recontres de la Photographie Art Festival d'Arles, França.

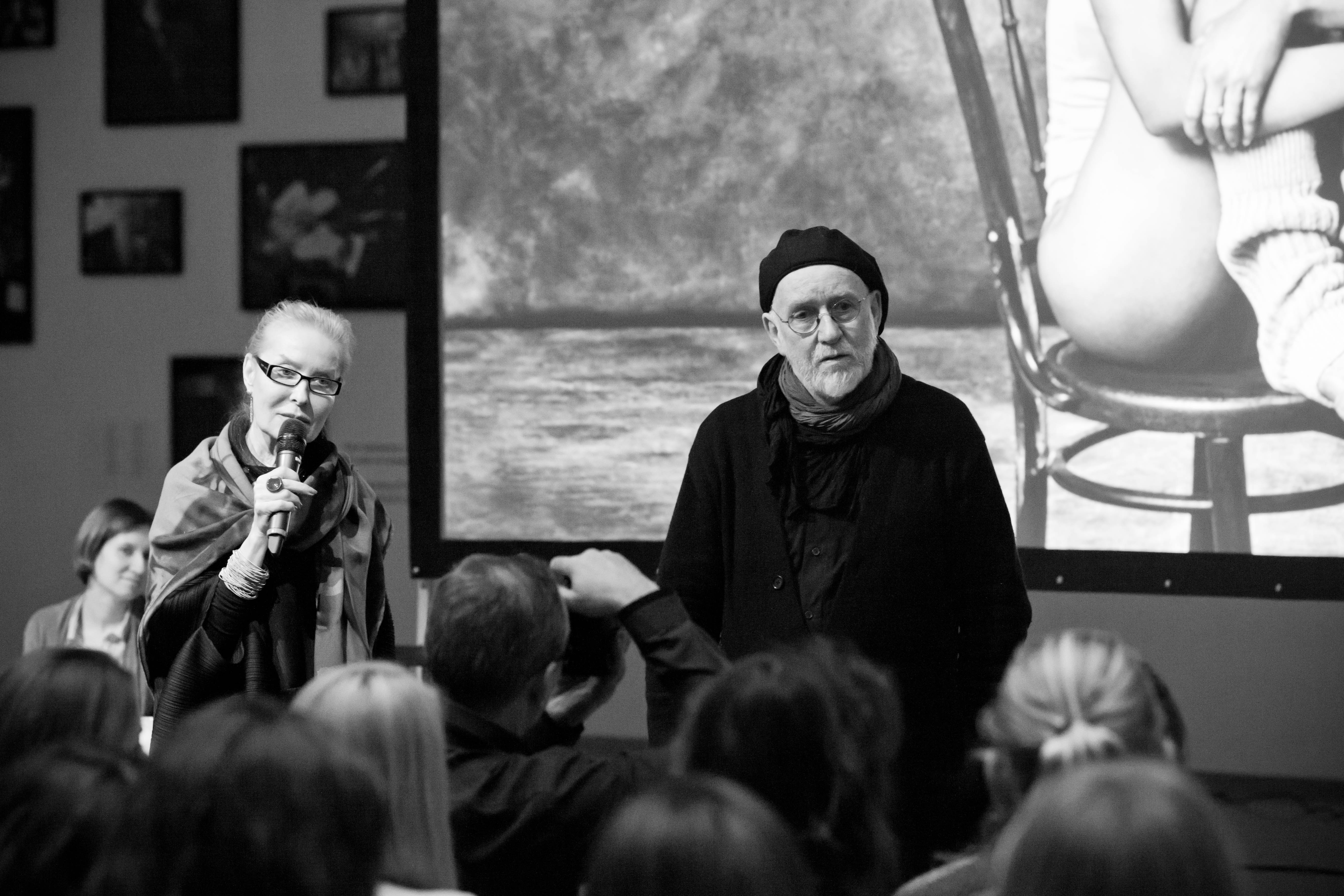
Olga Sviblova del MAMM amb Albert Watson

Watson ha realitzat nombroses exposicions individuals en museus arreu del món, inclòs en el Museu d'Art Modern de Milà, Itàlia; a la KunstHausWien de Viena, Àustria; el City Art Center d'Edimburg; el Fotomuseum d'Anvers, Bèlgica; el Fòrum NRW a Düsseldorf, Alemanya; Fotografiska, a Estocolm, Suècia; el Deichtorhallen d'Hamburg, Alemanya; i el Museu d'Art Multimèdia, Moscou, Rússia, entre d'altres. El desembre de 2017 Watson va ser el primer fotògraf occidental que es va exposar al Museu de Fotografia de Lianzhou a Lianzhou, Xina. Les seves fotografies també s'han mostrat en moltes exposicions col·lectives a museus, com ara la National Portrait Gallery de Londres, el Metropolitan Museum of Art i Brooklyn Museum de Nova York, el Pushkin Museum of Fine Arts de Moscou, l'International Center of Photography de Nova York, i el Deichtorhallen d'Hamburg, Alemanya. Les seves fotografies s'inclouen en les col·leccions permanents de la National Portrait Gallery, l'Smithsonian i el Metropolitan Museum of Art.
Watson ha publicat diversos llibres, entre ells Cyclops (1994, Little, Brown), Maroc (1998, Rizzoli), "Albert Watson" (2007, Phaidon). A la tardor del 2010 es van publicar dos llibres: "OVNI: Objectius de moda unificats", una mirada a 40 anys de fotografies de moda seleccionades de Watson, i "Strip Search", un conjunt de dos volums de centenars de fotografies que Watson va fer a Las Vegas. També hi ha Kaos (2017, Taschen ). A més, s'han publicat molts catàlegs de fotografies de Watson per a espectacles, inclòs "The Vienna Album" (2005).
Watson va rebre un títol honorífic de la Universitat de Dundee el 1995 i va ser inclòs al Saló de la Fama dels Scottish Fashion Awards el 2006. La seva primera exposició a la seva terra natal, Frozen, es va fer al City Art Center d'Edimburg l'any 2006.

## Exposicions

### Exposicions individuals
2007
- retrospectiva, Galerie Acte 2, París
- Albert Watson, Young Gallery, Brussel·les, Bèlgica
- Epic, Guy Hepner Contemporary, Los Angeles, Estats Units
- Frozen, Photo Museum Anvers, Anvers, Bèlgica
- Haus der Kunst, Wien, Àustria
- A Few Portraits, 401 Projectes, Nova York

2008
- Contact, Galería Hartmann, Barcelona, Espanya
- Miss Beehayving, Hamiltons, Londres

2009
- The white rabbit, Fondazione FORMA per la Fotografia, Milà, Itàlia
- Albert Watson, Camera Work, Berlín
- El millor de: Albert Watson, NRW-Forum Kultur und Wirtschaft, Düsseldorf, Alemanya

2010
- Albert Watson Hasted Kraeutler, Nova York
- Retrospektive – Albert Watson, Flo Peters Gallery, Hamburg, Alemanya
- UFO – Unified Fashion Objectives, Galería Hartmann, Barcelona, Spain
- Young Gallery, Brussel·les, Bèlgica

2011
- Exposed, Galerie Acte 2, París
- I observe – Retrospectiva, Kahmann Gallery, Amsterdam, Països Baixos
- Fotografiska Museum, Estocolm, Suècia
- UFO – Objectius de moda unificats, A.Galerie, París
- Vintage Watson, Hamiltons, Londres

2012
- Albert Watson al Marroc, Galeria Flo Peters, Hamburg, Alemanya
- Albert Watson Archive, Izzy Gallery, Toronto, Canadà
- Bellesa intemporal, C/O Berlin, Berlín
- Treball de càmera: Fotografia en color, Galeria CWC, Berlín
- L'expressió de la identitat, St. Moritz Art Masters, St Moritz, Suïssa
- Fotografies de Treat: Sappe, Hasteds Krautler Gallery, Nova York
- Hamilton 'Modern Masters', Londres
- Icones de demà, Christophe Guye Galerie, Zuric, Suïssa
- Galerie de l'aimance Casblanca, Marroc

2013
- 14 Days in Benin, Museu Rautenstrauch Joest, Colònia, Alemanya
- Visions, Deichtorhallen, Hamburg Alemanya
- Vintage, Cyclops Hasted Kraeutler Gallery, Nova York
- Visions, Deichtorhallen, Hamburg, Alemanya

2014
- Silver Linings, Young Gallery, Brussel·les, Bèlgica
- Classics, Qvale Gallery, Oslo, Noruega

2015
- Roids! , Christophe Guye Galerie, Zuric[17]
- Museu d'Art Multimèdia, Moscou, Rússia
- Silver Linings, Izzy Gallery, Toronto, Canadà

### Exposicions col·lectives
2003
- Rolling Stones, Camera Work, Berlín

2004
- Focus : Faces Photography, Monika Mohr Galerie, Hamburg, Alemanya

2005
- Propietat d'un col·leccionista, Photographs Do Not Bend Gallery, Dallas, Estats Units

2006
- Estiu a la ciutat 06 – Passió per la moda! , Galerie Wouter van Leeuwen, Amsterdam, Països Baixos
- Fotografia de nus, Monika Mohr Galerie, Hamburg, Alemanya

2007
- Individuals: 20 retrats de la col·lecció GAP Herb Ritts, Annie Leibovitz, Albert "Watson", National Portrait Gallery, Londres

2008
- Moda – 9 dècades de fotografia de moda, Camera Work, Berlín
- Traum Frauen – 50 Starfotografen zeigen ihre Vision von Schönheit, Haus der Photographie / Deichtorhallen, Hamburg, Alemanya
- Fotografia de cites a cegues, Monika Mohr Galerie, Hamburg, Alemanya

2009
- Fashion is big, Holden Luntz Gallery, Palm Beach Florida, Estats Units

2010
- Fashion – the story of a lifetime, The Empty Quarter Gallery, Dubai, Emirats Àrabs Units
- A Positive View – The Third Edition, Somerset House, Londres
- Colleziona 2010, Fondazione FORMA per la Fotografia, Milà, Itàlia

2011
- Traummänner – Starfotografen zeigen ihre Vision vom Ideal, Haus der Photographie / Deichtorhallen, Hamburg, Alemanya
- Beauty Culture, The Annenberg Space for Photography, Los Angeles, Estats Units

2012
- Icons of Tomorrow, Christophe Guye Galerie, Zuric, Suïssa[18]
- Timeless beauty, C/O Berlin, Berlín
- TCamera Work: Color Photography, Camera Work Gallery, Berlin
- Grans fotografies: Scape, Hasted kraeutler, Nova York
- Modern Masters Hamiltons, Londres

2013
- High Art: A Decade of Collectin, The Smithsonian, Washington DC Estats Units
- Beauty in the 21st Century, Museu d'Art Multimèdia, Moscou, Rússia

2014
- Coming into Fashion, Pallais Galliera, París